# Sant Pere de Graudescales
Sant Pere de Graudescales és una església romànica situada a la petita Valldora a la falda oriental dels cingles de la serra de Busa, a la ribera d'Aigua d'Ora, solitària enmig d'un paratge de gran bellesa natural, al municipi de Navès. És l'únic edifici que resta d'un antic monestir de monjos benedictins. És una obra del terme municipal de Navès (Solsonès) declarada bé cultural d'interès nacional.
L'edifici actual és fruit en bona part de la radical restauració de què fou objecte en els anys 1956-58, a càrrec de les Diputacions de Barcelona i de Lleida. És un temple de planta de creu llatina, d'una nau i tres absis, el central més gran, i els altres dos oberts als braços del transsepte. Sobre el creuer s'aixeca un cimbori vuitavat sobre petxines. L'ornamentació es redueix a un fris d'arcuacions cegues que recorre els absis.
L'església de l'antic monestir de Sant Pere de Graudescales (o d'Escales) és a la vall de l'aigua d'Ora, vora els cingles de Busa. Remunta al segle x, quan el clergue Mangulf hi bastí una església, que fou consagrada el 913 pel bisbe d'Urgell Mantigís. El 960 el bisbe Guisad disposà la fundació d'un monestir benedictí a sant Pere d'Escales, però de fet hi continuà una comunitat de canonges. Tot i que a la segona meitat del segle xii s'hi construí una nova església, l'actual, la comunitat canonical només perdurà fins al segle xiii. El 1270 passà a parròquia, i després de llargs segles d'abandó i ruïna, el 1900 hi fou suprimit el culte.
El 1903 mossèn Pere Pujol publicà el document del segle xii  conegut com els Greuges dels homes de Sant Pere de Graudescales, un dels primers documents complets en llengua catalana.

## Arquitectura

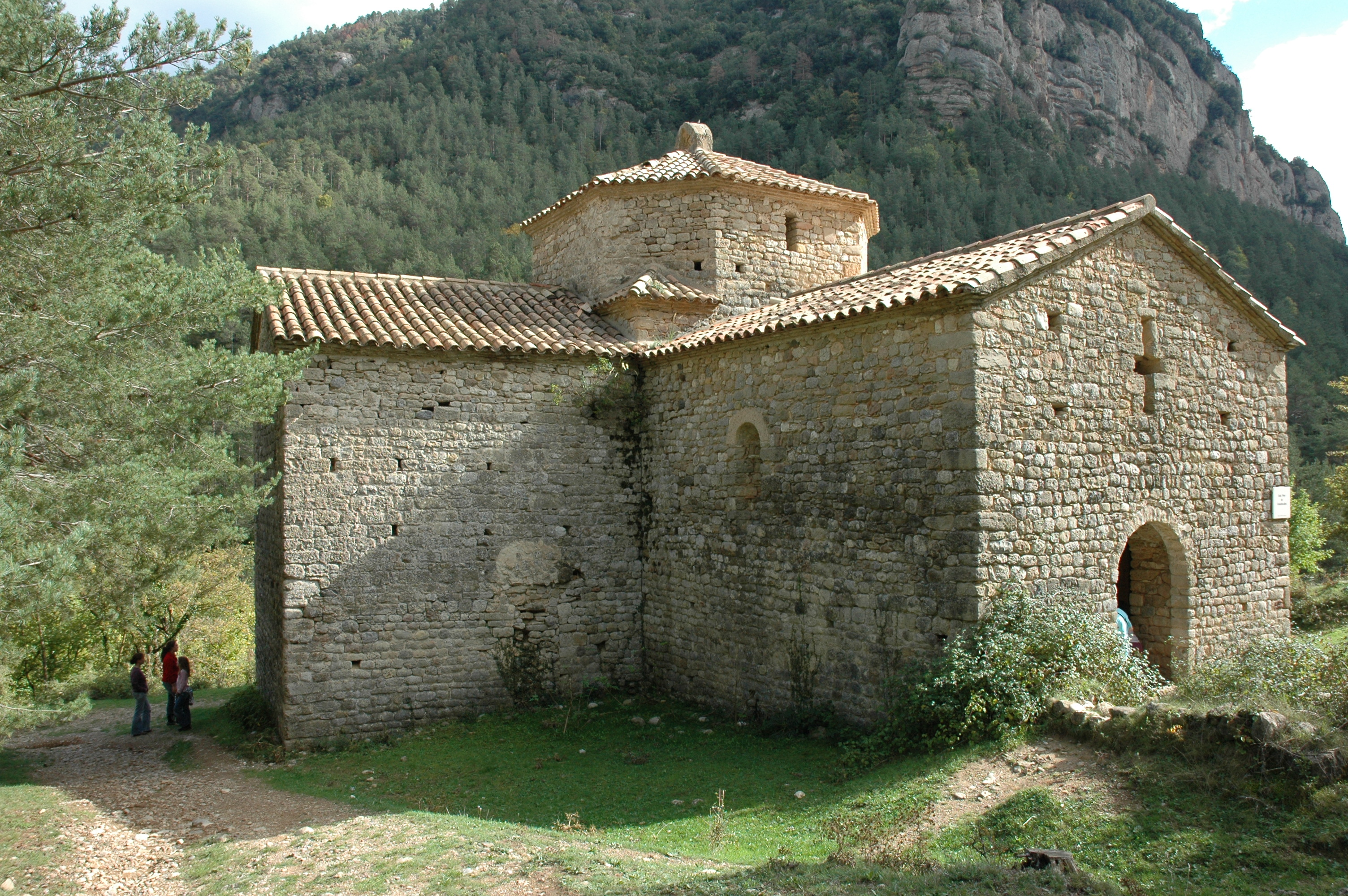
Porta oest

L'església és al cantó de llevant del conjunt i es conserva en bon estat. Es tracta d'un edifici d'una nau, capçada per un transepte, en el qual hi ha tres absis semicirculars, oberts per un simple plec, elevat del central, on es forma un petit presbiteri, delimitat per un arc, i el plec que obre l'absis. La nau i els braços del transepte són coberts amb volta de canó, i en la intersecció hi ha una cúpula sobre trompes que es projecta exteriorment en un cimbori octavat. Les proporcions de la nau fan que la planta de l'edifici s'acosti a la de creu grega. El llevant de la nau és acabat amb un absis i als dos braços del transsepte hi ha les corresponents absidioles.
Té tres portals. Al tester meridional del transepte hi ha oberta una porta de petites dimensions, que devia constituir el principal accés exterior, mentre que a la façana de ponent, hi ha una altra porta, més grossa, molt reconstruïda, la qual comunicava amb el recinte monàstic. Una tercera porta, al braç de tramuntana del transepte, devia comunicar amb el cementiri. L'aparell de l'església és format per carreus simplement desbastats i escairats, molt irregulars. Els paraments són nus d'ornamentació, llevat dels semicirculars absidials, on apareix un tipus continu d'arcuacions llombardes.
L'edifici ha estat considerat a vegades una obra pròpia de l'arquitectura llombarda del segle xi. Tanmateix alguns detalls de la construcció fan pensar més aviat en una obra rural, construïda ja al segle xii.
Aquest conjunt té l'interès excepcional d'il·lustrar un monestir rural alt medieval bastant pobre, amb una estructura arquitectònica força diferent dels conjunts monàstics claustrals.
La cúpula, que exteriorment forma un cimbori vuitavat sobre un cos prismàtic de base quadrada corresponent a les trompes de dins, al cim té una obertura circular aixoplugada per un arc que sobresurt de la teulada.

## Història
La primitiva església de Sant Pere fou erigida pels voltants de l'any 913 pel prevere Magnulf, que la dotà amb terres i béns per tal que esdevingués un monestir benedictí. Aquesta fou consagrada pel bisbe d'Urgell Nantigis, el 3 de desembre del mateix any. La manca de documentació no permet conèixer amb exactitud què succeí a Sant Pere de Graudescales. Tanmateix, hom té notícia que l'any 960 el prevere Francemir es presentà a la Seu d'Urgell, o Castellciutat, per a demanar al bisbe Guisad i a altres assistents a una assemblea, que designessin un abat per a Sant Pere de Graudescales, per tal que hi ensenyés la Regla de Sant Benet abat i la santa disciplina. A petició del bisbe i de l'assemblea, Francemir proposà com a candidat Belló, prevere i canonge del lloc, que fou elegit i proclamat com a abat de Sant Pere. El 6 de novembre fou redactada l'escriptura de l'elecció i el bisbe hi dotà el monestir amb l'església veïna de Sant Mamet. Francemir li donà les cases que tenia a la Corriu i l'església de Santa Eulàlia, una vinya, molins, una casa a Tentellatge, un lot de llibres de la Bíblia i litúrgics, bestiar i parament per a la casa. El monestir va continuar actiu almenys un parell de segles.

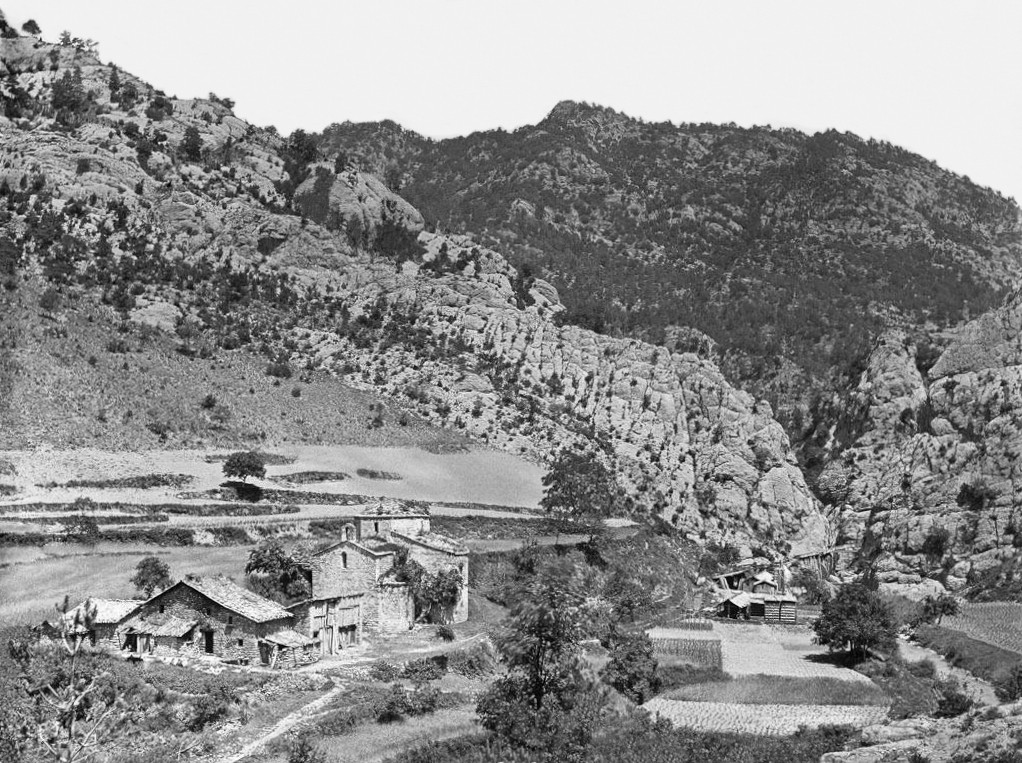
Sant Pere de Graudescales al 1893

Avançat el segle xi hom començà la construcció de l'església actual, la qual s'acabà el segle següent. Sembla, però, que la comunitat va decaure al final del segle xii i potser a causa d'una revolta. Les edificacions de l'entorn del monestir foren novament reedificades, però ja entrat el segle xiii no hi roman constància de vida monacal. Segons que es desprèn de les visites arxiprestals dels anys 1312 a 1319, sembla que hi residien un o dos preveres i alguns servents.
Al segle xv ja només hi ha constància del funcionament de Sant Pere d'Escales i de Graudescales com a parròquia, funció que tingué fins al període situat entre els anys 1593 i 1624, quan fou creat i estructurat el nou bisbat de Solsona. La parròquia fou traslladada aleshores a Sant Cristòfol de Busa.
L'església de Sant Pere tingué culte fins a la desamortització. L'antiga església prioral fou abandonada i quedà en estat ruïnós, fins que entre el 1962 i el 1967 s'hi emprengué una campanya d'excavacions i de restauració per l'arquitecte Camil Pallàs.
Del que fou el conjunt monàstic de Sant Pere de Graudescales avui només resta visible l'església. Quant a la totalitat del cenobi és ben coneguda gràcies a les excavacions arqueològiques d'Alberto del Castillo entre els anys 1962-1967.